# Giulio Lasso

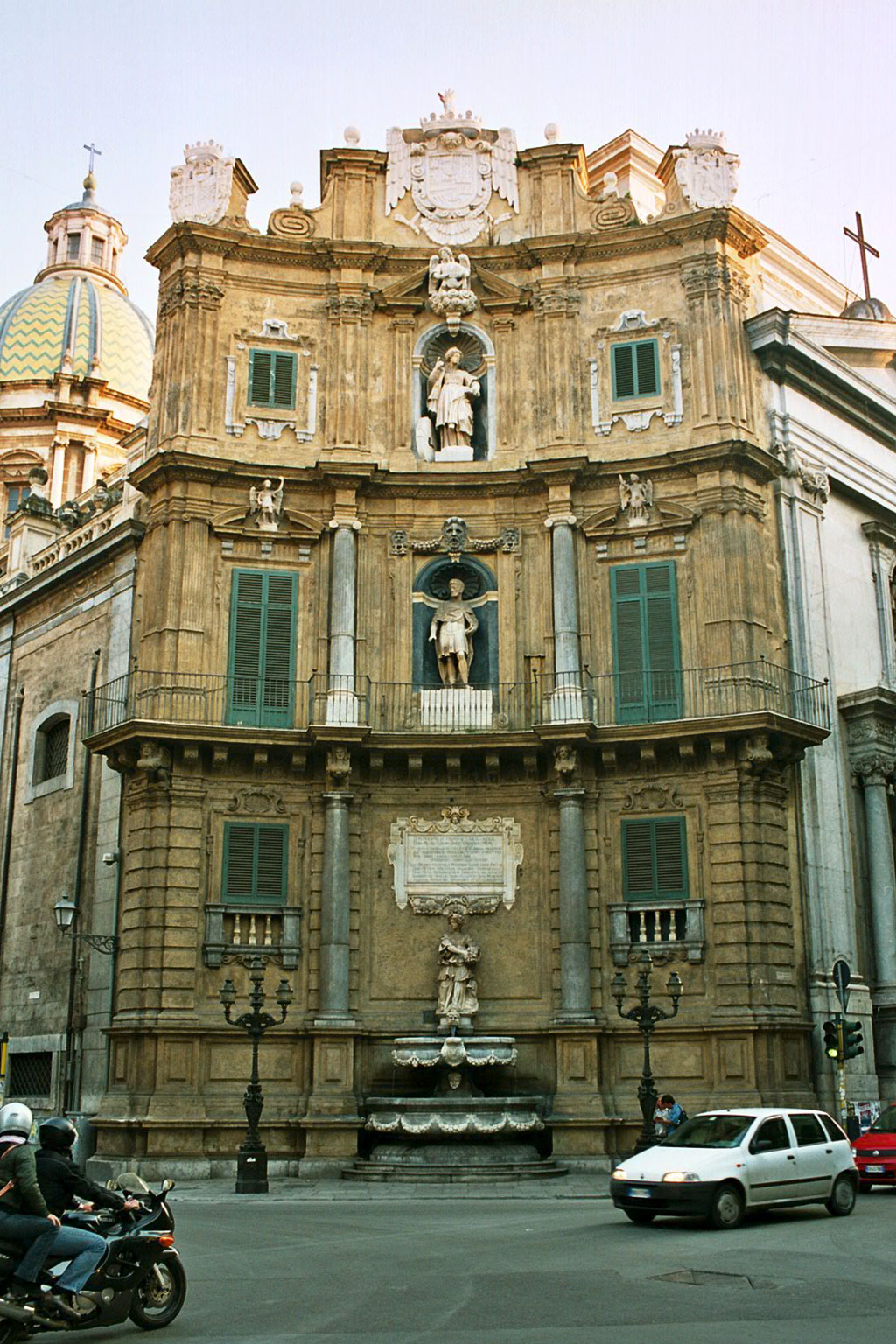
Einer der Quattro Canti genannten vier Paläste in Palermo

Giulio Lasso, auch Borgianni oder Scalzo (* 1565/70 in Rom; † 7. November 1612 in Palermo) war ein in Sizilien tätiger italienischer Architekt und Ingenieur.
Er wirkte als Bildhauer und Architekt in Messina, Catania, Piazza Armerina, San Martino alle Scale (bei Monreale) und Palermo, als Festungsbaumeister in Milazzo, Pozzallo und Capo Passero. Sein Hauptwerk sind die 1608–1620 errichteten Quattro Canti (vier Ecken) in Palermo. Die konkaven Fassaden dieser vier Paläste an einer zentralen Straßenkreuzung gelten als typisches Beispiel des sizilianischen Barocks. Das Bauensemble wurde nach Lassos Tod von Mariano Smiriglio fertiggestellt. Beenden konnte Lasso 1612 die Kirche der Benediktinerabtei San Martino delle Scale. Von ihm stammt auch der Entwurf der Kolonnaden der Anlage sowie jener des westlichen Kreuzgangs des Benediktinerklosters San Nicolò l’Arena in Catania, der 1693 durch das Erdbeben im Val di Noto schwer beschädigt wurde.
Lasso war der Stiefbruder des Malers Orazio Borgianni (* um 1575 in Rom; † 15. Januar 1616 ebendort), der ihn nach Sizilien begleitete.